# 国際河川
国際河川（こくさいかせん、英語: transboundary rivers / international rivers）とは、地勢学的には複数の国家の領域を貫流しまたは国境をなす河川（広義の意味の国際河川）。このうち特に当事国の共通利益を確保するため条約などを締結して、領域国の属地的管轄権を一定程度制限し、領域の国際化またはその努力が行われている河川をいうこともある（狭義の意味の国際河川）。

## 概要
国際河川は地勢学的には複数国の領域を貫流しまたは国境となっている河川をいう（広義の意味の国際河川）。世界には276の国際河川があるとされ（2016年現在）、世界人口の約6割は国際河川流域に住んでいると推定されている。
一方で国際河川は政治的、歴史的に形成された法的概念としても用いられ、条約等によって国の領土主権を制限する点も含めて捉えられることもある（狭義の意味の国際河川）。国際河川は複数の国家の領土を流れるが、沿岸国が条約を締結して外国籍の船舶でも自由に航行できるようにした河川と定義されることもある。国際河川に関する一般条約として「国際水路の非航行的利用に関する条約」が2014年8月に発効した。その他、個別の国際河川条約は2016年現在で400以上を数える。
なお、「国際水路」（International watercourse）の定義に関しては、問題となる淡水のほとんどが地下水で、そのほとんどが地表水と関連し影響しあっていることから、「国際河川」（International river）よりはるかに広い意味で用いられている。

## 主な国際河川
ドナウ川
ドイツ、オーストリア、スロバキア、ハンガリー、クロアチア、セルビア、ルーマニア、ブルガリア、モルドバ、ウクライナ
ナイル川
ウガンダ、コンゴ民主共和国（アルバート湖が国境の一部）、南スーダン、スーダン、エチオピア（青ナイル川の源流がある）、エジプト
メコン川
中国、ミャンマー（ラオスとの国境）、ラオス（ミャンマー・タイとの国境）、タイ（ミャンマーとの国境）、カンボジア、ベトナム
ライン川
スイス、リヒテンシュタイン、オーストリア、ドイツ、フランス、オランダ
ラプラタ川
アルゼンチン（ウルグアイとの国境）、ウルグアイ（アルゼンチンとの国境）、ボリビア、ブラジル（支流ウルグアイ川の源流がある）
ユーフラテス川
トルコ、シリア、イラク
ガンジス川
インド、バングラデシュ
豆満江
中華人民共和国、朝鮮民主主義人民共和国